# Zum Rothen Adler

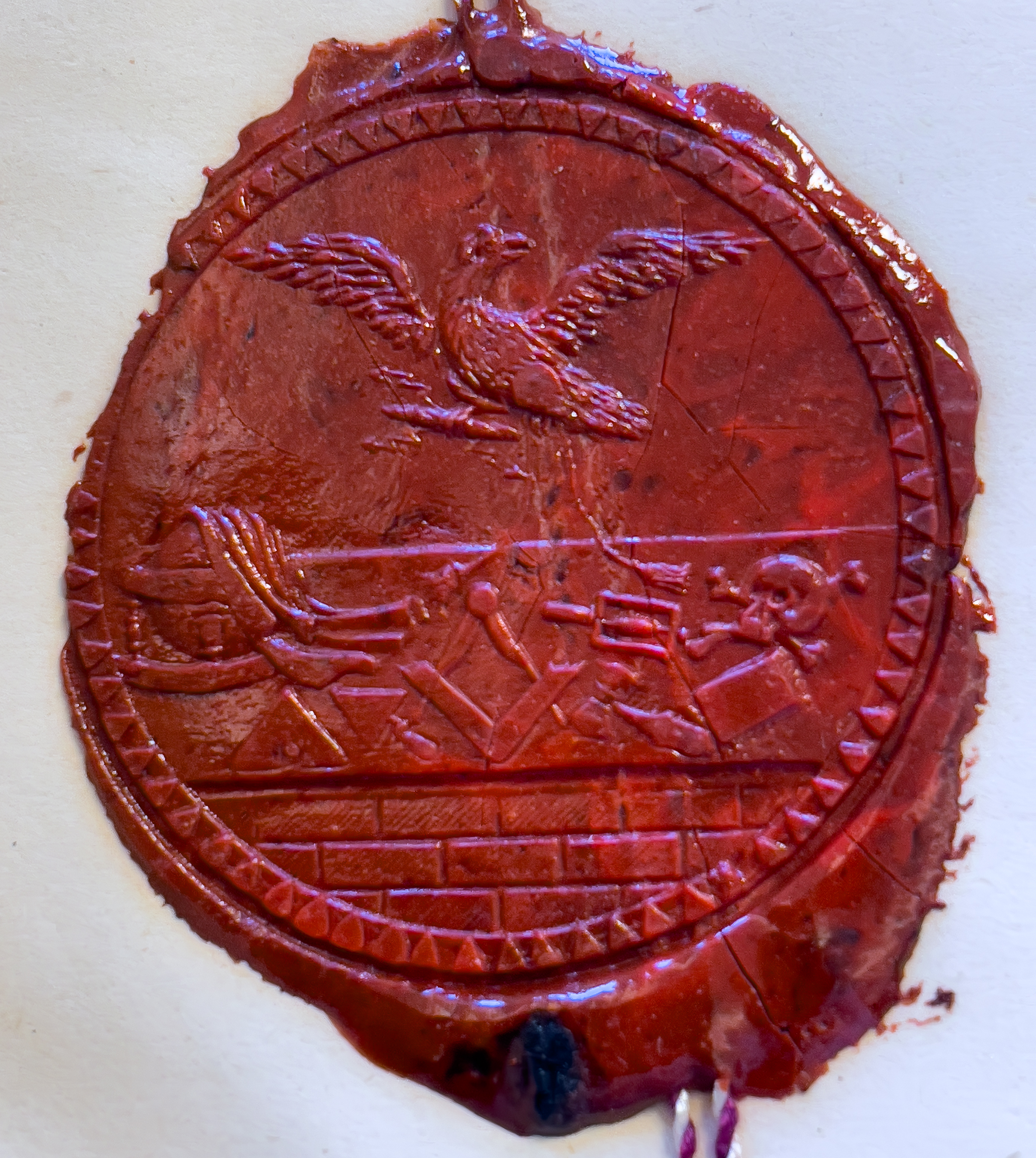
Siegel der St. Johannis-Loge Zum Rothen Adler von 1774

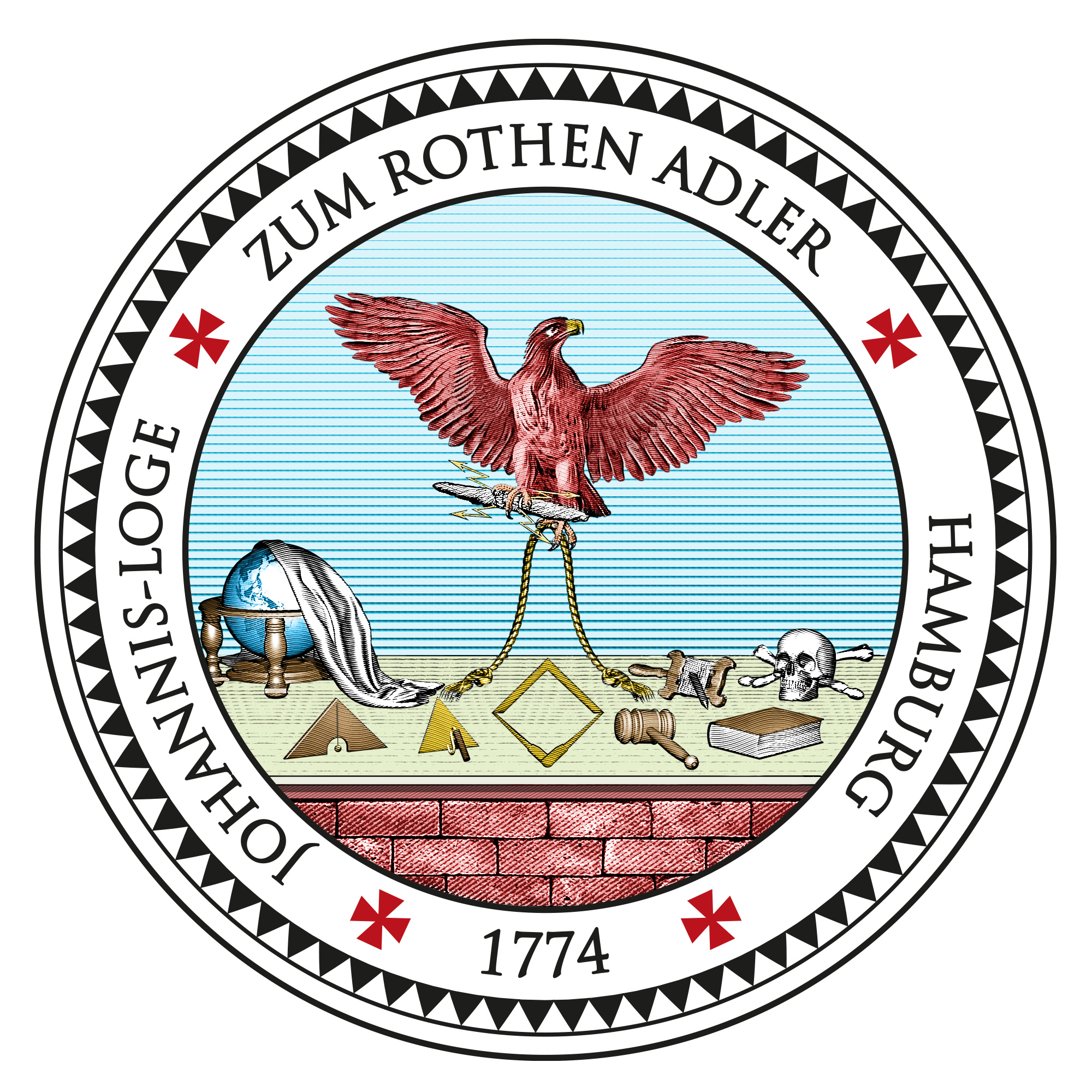
Siegel der Johannis-Loge Zum Rothen Adler ab 2023

Die Freimaurerloge Zum Rothen Adler ist eine Johannisloge in Hamburg und arbeitet im Logenhaus der Johannislogen in der Moorweidenstraße.

## Geschichte
Georg Ludwig Bokelmann, Licentiat jur. (Mitglied der St. Johannis-Loge „Zur goldenen Kugel“), hat sich am 9. April 1774 mit weiteren sogenannten „Kugelbrüdern“ und einem Bruder von der Rosenloge (Zu den drei Rosen), beim Landesgroßmeister der Großen Landesloge von Deutschland erbeten, eine Loge gründen zu dürfen. Ihr wurde dann am 25. April 1774 vom Gründer persönlich Johann Wilhelm Kellner von Zinnendorf der Großen Landesloge der Freimaurer von Deutschland der „Erlaubnis-Schein zur Stiftung der gesetzmäßig verbesserten und vollkommenen St. Johannis-Loge mit dem Beinamen "Zum Rothen Adler“ erteilt. Nach dem Erhalt des Erlaubnisscheines zeigte der Bruder Bokelmann in seiner derzeitigen Loge „Zur goldenen Kugel“ dem Vorsitzenden Meister an, dass er von der Großen Landesloge in Berlin die Erlaubnis erhalten habe, eine neue St. Johannis-Loge in Hamburg zu stiften. Er bat, ihm und den drei Brüdern Johann Texier, Johann Peter Riesenberger und Conrad Diederich Paulsen die Entlassung zu gewähren, um die neue Loge zu stiften. Woher die anderen drei Mitstifter kamen, ist derzeit unbekannt.
Daraufhin fand am Samstag, dem 14. Mai, 1774 von 17:30 Uhr bis 23:30 (mit Tafelloge), die erste Arbeit statt. Damit ist die Loge die erste in Hamburg, die von der Großen Landesloge der Freimaurer von Deutschland einen Freiheitsbrief (Stiftungsurkunde) bekam.
Vor dem Hintergrund des Drucks einiger vor Ort führender NSDAP-Mitglieder, auch in der Hamburger Senatsverwaltung, beschloss die Mitgliederversammlung der St. Johannis-Loge „Zum Rothen Adler“, diese lieber mit Wirkung vom 19. Juli 1935 aufzulösen, bevor die Zwangsauflösung im Folgemonat am 17. August durch den Innenminister Frick (im Nürnberger Prozess als Hauptkriegsverbrecher zum Tode verurteilt) ausgeführt worden wäre. Man konnte somit die Selbstauflösung unter anschließender Selbstliquidation wählen und behielt weitgehend das Heft des Handelns selbst in der Hand. Durch juristische Winkelzüge gelang es dem damaligen Provinzial-Großmeister und sogenannten Adlerbruder der St. Johannis-Loge „Zum Rothen Adler“ Dr. Emil Artus, das meiste Vermögen der Loge vor dem Zugriff der staatlichen Behörden zu entziehen. Es wurde die gemeinnützige „Hansa Stiftung“ ins Leben gerufen. Diese blieb bis nach Kriegsende unter der Obhut von Dr. Emil Artus.
Im Jahresbericht von 1949 steht geschrieben, dass sich einige „Adler-Brüder“ nach der Zwangsauflösung 1935 immer wieder in „zwanglosen Zusammenkünften“ trafen, Treffpunkt war fast immer das Restaurant des deutschen Schauspielhauses. Dr. Artus hat diese Treffen meist „geleitet“; es ist zu vermuten, dass dort in einer für den Außenstehenden nicht erkennbaren Art, „freimaurerische Arbeiten“ durchgeführt wurden. 1934 war das Deutsche Schauspielhaus durch die Nazis verstaatlicht worden. Gleichzeitig wurde es in „Staatliches Schauspielhaus“ umbenannt und diente dann als national-religiöse Kultstätte. Die Intention sich genau dort zu treffen ist nicht überliefert worden. Irgendwann um 1944 bemerkte man rechtzeitig, dass gewisse „Stellen“ auf diese Zusammenkünfte aufmerksam wurden und die Treffen wurden noch vorsichtiger.
Emil Artus als Provinzial-Großmeister versucht wenige Tage nach Ende des Krieges, die Provinzialloge von Niedersachsen und deren zugehörigen Logen wieder zum Leben zu erwecken. Er erlebt die Früchte seiner unzähligen Schreiben an die Militärregierung und Senat nicht mehr. Am 14. April 1948 wurde, durch den Senat der Hansestadt Hamburg, die alte Rechtsfähigkeit der Loge wieder hergestellt und die Auflösung für nichtig erklärt. Somit gab es juristisch und praktisch keine Unterbrechung im Bestehen und Arbeiten der Loge.
Sie zählt somit zu den ältesten deutschen Logen, die bis heute durchgängig existiert. Die Loge gehört zur Großen Landesloge der Freimaurer von Deutschland - Freimaurerorden

Bekannte Mitglieder
- Johann Texier Mitstifter, Hamburger Garnisonskommandant von 1801–1808[1]
- David Schlüter (* 1758 in Hamburg; † 1844 ebenda), ab 1801 Senator und von 1835 bis 1843 Bürgermeister von Hamburg.
- Andreas Romberg (* 1767 in Vechta, † 1821 in Gotha), war ein deutscher Violinvirtuose, Komponist und Dirigent. Wird in seiner "Hamburger III" Zeit in der Matrikel geführt.
- David Christoffer Mettlerkamp (* 1774 in Hamburg; † 1850 ebenda), Hamburger Bleidecker, Offizier und Politiker. Während der französischen Besatzungszeit schuf Mettlerkamp das Hamburger Bürgermilitär. 1817 war er Mitgründer des Kunstverein in Hamburg. 1848 war Mettlerkamp der Alterspräsident der Hamburger Konstituante.
- Carl Ludwig Wimmel (* 1786 in Berlin; † 1845 in Hamburg), Architekt und Baumeister, ab 1842 Erster Baudirektor Hamburgs.

- Paridom Gottlob Heinrich (* 1787 in Hamburg, † 1864 ebenda), war ein deutscher Geometer und Ingenieur. Bekannt ist er vor allem für seine topografischen Karten und Stadtpläne von Hamburg. Zusammen mit Carl Ludwig Wimmel gestaltete er Teile Hamburg, nach dem Hamburger Brand neu.

- Johann Ehlert Bieber (* 1799 in Hamburg; † 1856 ebenda), Oberspritzenmeister und damit Leiter der (damals noch freiwilligen) Hamburger Feuerwehr. Beim Hamburger Brand leitete er, zusammen mit seinem untergebenen Unterspritzenmeister Adolf Repsold, die Löschmaßnahmen erfolgreich.[2][3]

- Gustav Amandus Andreas Culin (* 1852 in Hamburg, † 1931 ebenda), zuletzt Oberingenieur bei der Hamburger Hochbahn AG. Sohn des Johann Andreas Culin.  Er gilt als Erfinder der einteiligen Straßenbahnrillenschiene und somit der ersten Straßenbahnen des Deutschen Reiches in Berlin und Hamburg.[4]

- Clemens Schultz (* 1862 in Hamburg; † 1914 ebenda), Pastor an der St.-Pauli-Kirche. Wurde am 31. Mai 1904 als Freimaurer-Lehrling in den Bruderbund aufgenommen.[5]

- Carl Georg Gewers (* 1894 in Hamburg; † 1973 ebenda), Mitgründer des Deutschen Sport Bundes sowie Mitgründer und erster gewählter Vorsitzender und später Ehrenvorsitzender des Deutschen Segler-Verbandes nach dem Zweiten Weltkrieg.